# Aroue-Ithorots-Olhaïby
Aroue-Ithorots-Olhaïby település Franciaországban, Pyrénées-Atlantiques megyében. Lakosainak száma 231 fő (2022. január 1.). Aroue-Ithorots-Olhaïby Nabas, Ainharp, Charritte-de-Bas, Domezain-Berraute, Espès-Undurein, Espiute, Etcharry, Lichos és Lohitzun-Oyhercq községekkel határos.

## Népesség
A település népességének változása:
| Lakosok száma | 244  | 248  | 246  | 247  | 240  | 236  | 232  | 231  | 231  | 231  |
|               | 2010 | 2013 | 2015 | 2016 | 2017 | 2018 | 2019 | 2020 | 2021 | 2022 |